# Dan Andersson

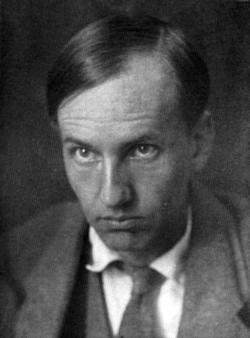
Dan Andersson

Daniel "Dan" Andersson (Grangärde, 6 april 1888 – Stockholm, 16 september 1920) was een Zweeds dichter en schrijver, vooral bekend om zijn muzikale proletarische lyriek.

## Leven en werk
Andersson stamde van moederszijde van Finnen af, die zich in de zeventiende eeuw in de bossen van Dalecarlië vestigden. Hij was de zoon van een streng-religieuze dorpsonderwijzer en groeide op in grote armoede. Na diverse beroepen te hebben uitgeoefend (waaronder kolenbrander), werd hij ook zelf onderwijzer. Daarnaast deed hij journalistiek werk, hetgeen zijn interesse voor het schrijven wekte. Hij was sociaal geëngageerd en maakte onder actief propaganda tegen drankmisbruik. Ook hield hij zich zijn leven lang met religieuze vraagstukken bezig en keerde via het atheïsme, Arthur Schopenhauer en het boeddhisme uiteindelijk weer terug tot het christendom van zijn jeugd.
Andersson debuteerde in 1914 met een reeks realistische kolenbranderverhalen (Kolarhistorier), met een mystieke inslag. Later werd hij vooral bekend door zijn ritmische gedichten over het armoedige leven in de geheimzinnige 'Finlandse bossen', waar het leven hard was, vol heidense elementen en primitief bijgeloof, doortrokken van een diepe levensangst en zwaar zondebesef. Een zekere invloed is herkenbaar van Fjodor Dostojevski. Veel van zijn gedichten werden op muziek gezet, sommige ook door hemzelf.
In 1920 reisde Andersson naar Stockholm, waar hij hoopte op een aanstelling bij het dagblad Der Sozialdemokrat. Ongelukkigerwijs had het personeel van het hotel waar hij verbleef zijn kamer met waterstofcyanide bespoten, tegen de insecten, maar klaarblijkelijk vergeten te luchten. Hij overleed de daarop volgende nacht aan vergiftigingsverschijnselen, 32 jaar oud. Een verzekeringsinspecteur uit zijn hotel onderging hetzelfde lot.

## Bibliografie

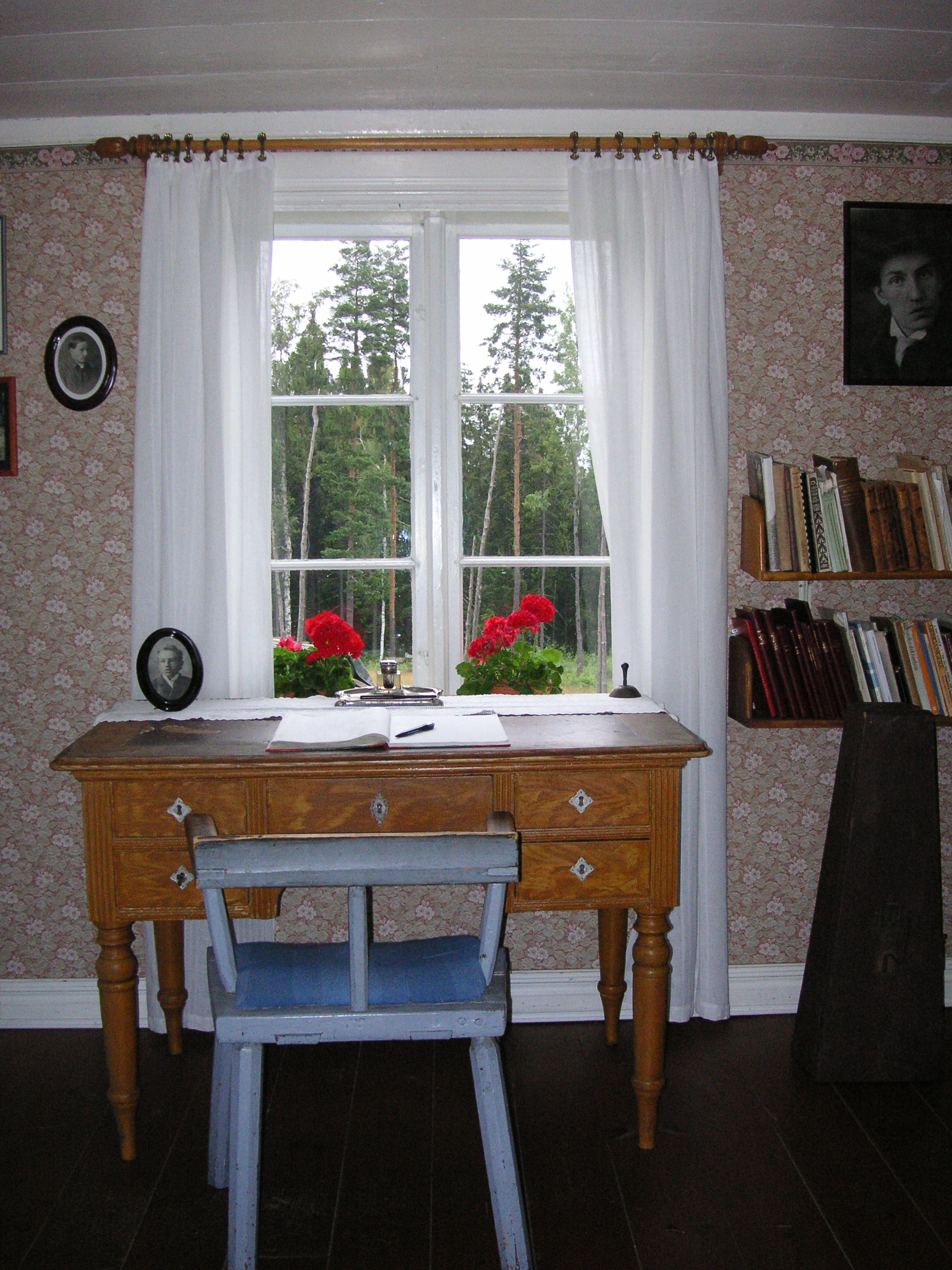
Werkkamer van Andersson